# دافي هندرسون
دافي هندرسون (بالإنجليزية: Davy Henderson)‏ هو موسيقي بريطاني، ولد في 1962.